# Daisuke Yoshimitsu
Daisuke Yoshimitsu (吉満 大介 Yoshimitsu Daisuke?), född 21 februari 1993 i Kagoshima prefektur, är en japansk fotbollsspelare.
Yoshimitsu började sin karriär 2015 i Tochigi SC. Han spelade 31 ligamatcher för klubben. 2017 flyttade han till Renofa Yamaguchi FC.